# Franz Maria Schweitzer
Pour les articles homonymes, voir Schweitzer.
Franz Maria Schweitzer, né le 27 octobre 1722 à Vérone, décédé le 16 décembre 1812 à Francfort-sur-le-Main, était un magnat des affaires et banquier d'origine italienne à Francfort-sur-le-Main.

## Biographie

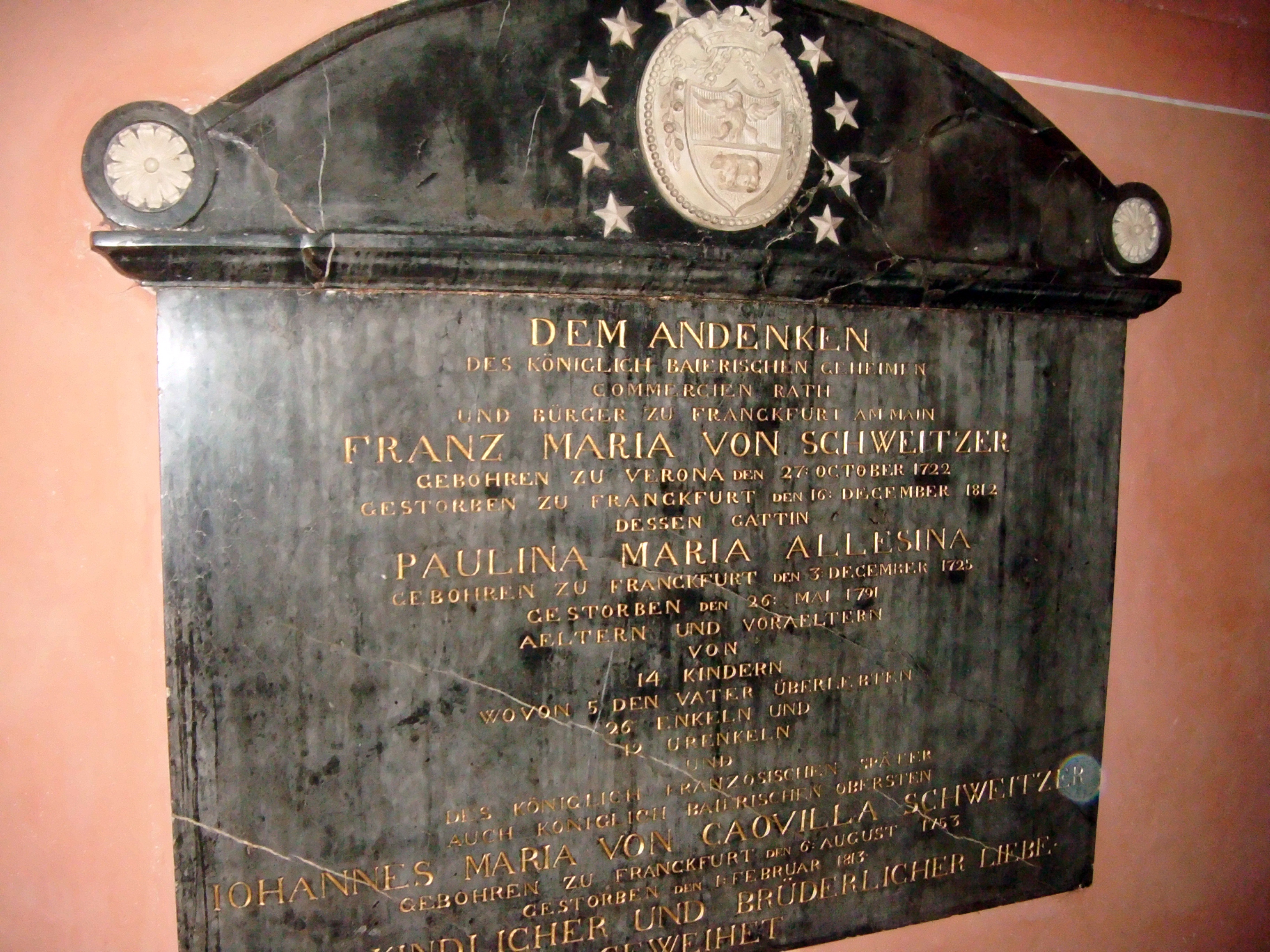
Franz Maria Schweitzer (1722-1812), marchand de Francfort, épitaphe dans la cathédrale impériale de Francfort

Francesco-Maria Suaicara, originaire de Vérone  en Lombardie, migre à Francfort sous le nom de Franz-Maria Suaizer (ou Sueitzer), puis Schweitzer.
Il se marie en 1751 avec Paula-Maria-Angela Allesina, la fille unique de Johann-Maria Allesina (1703-1776).
Il est banquier du Palatinat du Rhin. Il porte le titre de Conseiller Privé du Commerce Bavarois. Plus tard, il devient sénateur (conseil municipal).
À la fin du XIXe siècle, à Francfort, il est un pilier important du catholicisme, et est considéré comme le chef des familles italiennes basées à Francfort (familles Guaita, Mussi, Belli, Barozzi, Bolongaro, Crevenna, Bonati, Berna, Brentano…). Leurs réunions ont lieu dans son palais. 
Il devient l'un des hommes les plus riches de Francfort-sur-le-Main. 
Il est propriétaire du domaine Caovilla près de Vérone et du palais Schweitzer. Sa femme est propriétaire du domaine de l'Allesina à Sindlingen-am-Main. 
Il est mort à l'âge de 90 ans et a été enterré dans la cathédrale de Francfort. 

### Société "Silvestro Allesina Sohn Altere"
Silvestro Allesina, originaire de Coloria à Druogno (Lombardie), immigre en 1711 à Francfort pour être partenaire commercial de Thomas Curti de 1711 à 1724, dans une boutique de soie. Après le départ (ou le décès ?) de Thomas Curti, Silvestro Allesina continue seul. Son entrepôt de soie et son magasin de vêtements de mode sont dans l'une des rues centrales de Francfort. Les intérêts commerciaux des Allesina augmentent considérablement, et tous leurs achats sur Paris et Lyon, Nîmes et Milan se font en direct, sans intermédiaires. 
Par la suite, son fils Johann-Maria s'associe avec lui, l'entreprise s'appelle alors ”Silvestro Allesina Sohn Altere”. 
Johann-Maria Allesina en devient propriétaire en 1724. Son frère Karl-Franz est son partenaire.
Les deux frères sont millionnaires au milieu du siècle, ce qui montre à quel point ils ont dirigé avec précision et détermination l’entreprise familiale spécialisée dans la vente en gros de soieries. Johann-Maria est le véritable fondateur de cette fortune.
En 1749, Johann-Maria déménage les locaux commerciaux dans un remarquable bâtiment, le "Zur Stadt Antwerpen" qu’il a fait construire à l’angle de Neue Kräme et Braubachstrasse, dans le meilleur quartier des affaires de Francfort. 
Franz-Maria Schweitzer avait l'intention de créer son propre commerce, mais finalement, il s'associe avec son beau-père dans la société « Silvester Allesina Sohn Altere”.
À la suite du départ de son oncle Karl-Franz Allesina en 1761 (mort célibataire en 1765), Johann-Maria Allesina et Franz-Maria Schweitzer ont dirigé ensemble la société « Silvester Allesina Sohn Altere” et l'ont  développée à une concurrence  inégalée. Il devient alors très fortuné. Au cours du XVIIIe siècle, parmi les commerçants de soie des immigrés italiens (famille Schweitzer-Allesina, Curti, Mainoni, Carli, Berni, Borasca, Negroni), les Schweitzer-Allesina sont ceux qui ont connu le plus de succès, ils ont développé une compétition incroyable. Ils ont réussi à ranimer le commerce de soie qui avait fortement diminué à Francfort depuis l'interdiction d'importation des marchandises françaises. 
En 1776, il devient l'unique propriétaire de « Silvester Allesina Sohn Altere” à la mort de son beau père. 
Ses fils Johann-Baptista et Anton-Maria ainsi que son gendre Franz Chamot deviennent associés dans  l'entreprise familiale "Silvestro Allesina Sohn Altere". L'entreprise est dissoute en 1808. Anton-Maria Allesina von Schweitzer fonde ensuite la société "Anton Maria Allesina von Schweitzer" qui existera jusqu'en 1820.

### Le palais Schweitzer

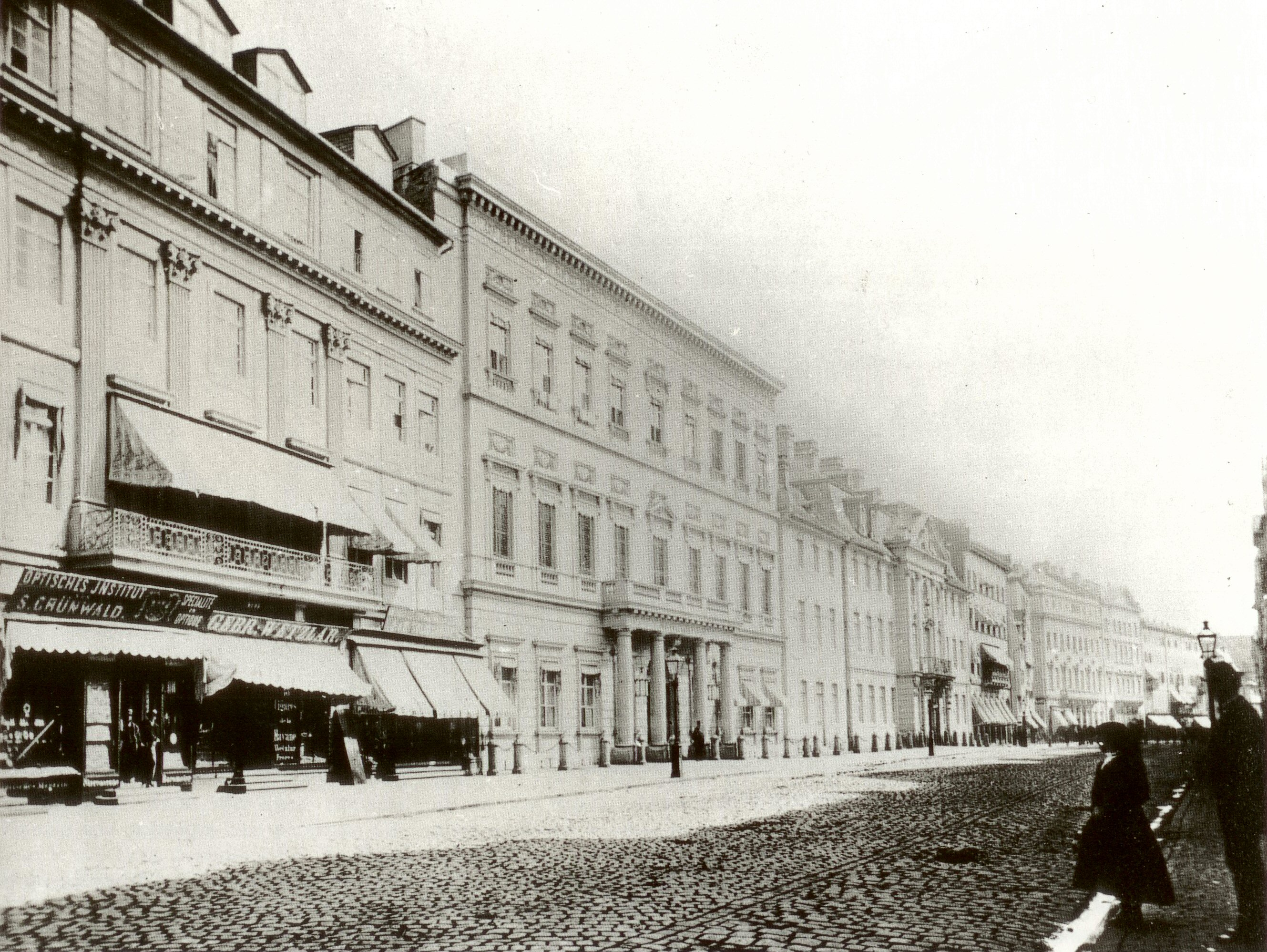
Palais Schweitzer, également connu sous le nom de "Russische Hof", Francfort, Zeil 1875

Il fait construire son magnifique palais (de 1787 à 1792) sur la Zeil par l'architecte de la cour Palatine Nicolas de Pigage. C'est un palais néo-classique richement décoré de peintures et de sculptures. Le palais est rapidement devenu l'un des centres de la vie sociale dans la ville. 
Le palais est fréquenté par des personnalités comme Johann Wolfgang von Goethe ou Wolfgang Amadeus Mozart. Wolfgang Amadeus Mozart écrivit à sa femme de Francfort le 3 octobre 1790 : " Post-scriptum : Hier, j'ai dîné avec l'homme d'affaires le plus riche de Francfort, M. Schweitzer." Il ajoute quelques jours plus tard dans une lettre: " [...] et ensuite, c'est tout le plagiat de ce que vous faites des villes impériales. Je suis ici célèbre, admiré et aimé. Incidemment, les gens ici sont encore plus pingres qu'à Vienne. Si l'académie se révèle un peu bonne, je le dois à mon nom, la comtesse Hatzfeld, et à la maison des Schweitzer [...] que je remercie." 
Si les remarques de Mozart mettent en lumière la position particulière de la famille Schweitzer dans la vie culturelle de Francfort, la référence de Goethe à leur «majestueux palais» sur le Zeil, «construit dans un [...] grand style italien», illustre les ambitions sociales. Goethe est un ami d'enfance de Karl-Franz Allesina von Schweitzer, le fils de Franz-Maria. 
Le palais sera vendu en 1827 par ses héritiers, pour 79.525 florins.

## Famille et descendance
Franz Maria Schweitzer est le fils de Bartholomeo Suaicara (1691–1762) et de Anna Maria Frizoni (1693-1727). Sa femme, Paula Maria Allesina (1725-1791) est issu de la famille d’origine Italienne, les Brentano. Ils sont les parents de:
- Johann Maria von Caovilla Schweitzer (1753-1813), colonel.
- Karl Franz Allesina von Schweitzer (1754-1826), major-général russe impérial, dont:
  - Franziska Allesina von Schweitzer (1802-1878), épouse du prince Août Ludwig zu Sayn-Wittgenstein-Berleburg (1788-1874), dont:
    - Emil Prinz zu Sayn-Wittgenstein-Berleburg (1824-1878), général de l'armée impériale russe.
- Fransiska Clara Schweitzer (1755-1791), épouse du général Joseph Antoine Marie Mainoni (1754-1807).
- Johann Baptista Allesina von Schweitzer (1757-1832), banquier, associé dans  l'entreprise familiale "Silvestro Allesina Sohn Altere”, dont :
  - Franz Karl Allesina von Schweitzer (1800-1868), dont :
    - Johann Baptist von Schweitzer (1833-1875), agitateur socialiste et auteur dramatique.
- Anton Maria Allesina von Schweitzer (1759-1829), associé dans  l'entreprise familiale "Silvestro Allesina Sohn Altere”.
- Marie Anne Louise Schweitzer (1761-1792), épouse de Georges de Guaita (1755-1831), directeur de la verrerie de Cirey, dont :
  - Catherine Claire de Guaita (1782-1836), épouse d’Auguste Chevandier de Valdrome (1781-865), président des Manufactures de glaces et verres de Saint-Quirin, Cirey et Monthermé, puis vice président de Saint-Gobain, dont:
    - Eugène Chevandier de Valdrome (1810-1878), directeur de la verrerie de Cirey et administrateur de Saint-Gobain.
    - Paul Chevandier de Valdrome (1817-1877), artiste peintre.

  - François de Guaita (1790-1866), administrateur des Manufactures de glaces et verres de Saint-Quirin, Cirey et Monthermé, époux de sa cousine, Caroline Allesina von Schweitzer (1797-1855), dont une fille adoptive:
    - Thérèse Allesina von Schweitzer (1829-1881), épouse de Louis-Thomas Mariani (1815-1890), député.

- Wilhelmine Schweitzer (1762-1807), épouse de Franz Chamot (1750-1807), sénateur, associé dans  l'entreprise familiale "Silvestro Allesina Sohn Altere”, dont :
  - Colette Chamot (1783-?), dont :
    - Jean François Mayor de Montricher (1810-1858), Ingénieur en chef des Ponts et Chaussées.

  - Maria Thérèse Chamot (1788-1879), épouse du général Friedrich Karl von Tettenborn (1778-1845)

Parmi les nombreux descendant de Franz-Maria Schweitzer, nous avons:
- Franz Egenieff (1874-1949), chanteur d'opéra et acteur de cinéma
- Henri Duparc (1848-1933), compositeur.

- Stanislas de Guaita (1861-1897), occultiste et poète.